# 索尼大厦
索尼大厦（日语：ソニービル）是一栋位于東京都中央区銀座的建筑，面对外堀通和晴海通相交的数寄屋橋交叉路口。
2009年1月1日，索尼大厦的地价位居日本第三，仅次于山野楽器銀座本店和千代田区的丸之内大厦。

## 简介
索尼大厦采用现代主义的建筑风格，并于2003年被DOCOMOMO JAPAN评为日本的现代运动建筑之一。建筑师将每一层的地板均分为环绕中轴渐次下降的四块子地板，并在楼外设置电梯供游览者直升楼顶，把多层建筑变成了螺旋形的三维长廊，以期游览者可以逐次浏览所有展品。电梯井的外部嵌有2300条阴极射线管，可以显示各种图案。
索尼集团的电子产品（主要是索尼移动和索尼计算机娱乐公司的产品）在每个楼层上都有展示，游客不仅可以现场体验，而且还可以直接现场购买。一层的红雀酒馆和地下三层的“马克西姆巴黎”于2015年6月30日关闭，不再向游客开放。
2007年3月7日，大厦顶层“OPUS”大厅完工，大厅内陈设了各式各样由索尼集团出品的投影仪，其中著名的“超高清投影仪”于2008年2月设于该大厅。
该项目于2016年3月31日（索尼成立70周年和索尼大厦建立50周年）关闭后进行了拆除。在索尼大楼内举行的最后一个活动是“这是索尼”（It's a Sony）大型展览会，展出了一系列的索尼产品。根据“银座索尼公园项目”计划书，从2018年到2020年，大楼旧址将成为一个名为“银座索尼公园” 的主题公园，并作为活动空间向大众开放。2020年秋季开始，新建筑将开始建设，2022年秋天，新的索尼大厦将恢复运营。

## 广播电台
2011年4月，“白色空间”地面广播电台作为实验测试站，进行了一次实验性的广播2013年3月，该电台获得了地面广播电台通用许可证
，于2015年关闭
| 被许可人 | 站名           | 识别型号     | 物理渠道 | 频次          | 天线功率 | 接收功率 | 业务范围               |
| -------- | -------------- | ------------ | -------- | ------------- | -------- | -------- | ---------------------- |
| 索尼集团 | 索尼大厦播放站 | JOXZ3AX-AREA | 46ch     | 671.142857MHz | 1.53mW   | 1.37mW   | 银座五丁目索尼大厦周围 |

## 图片

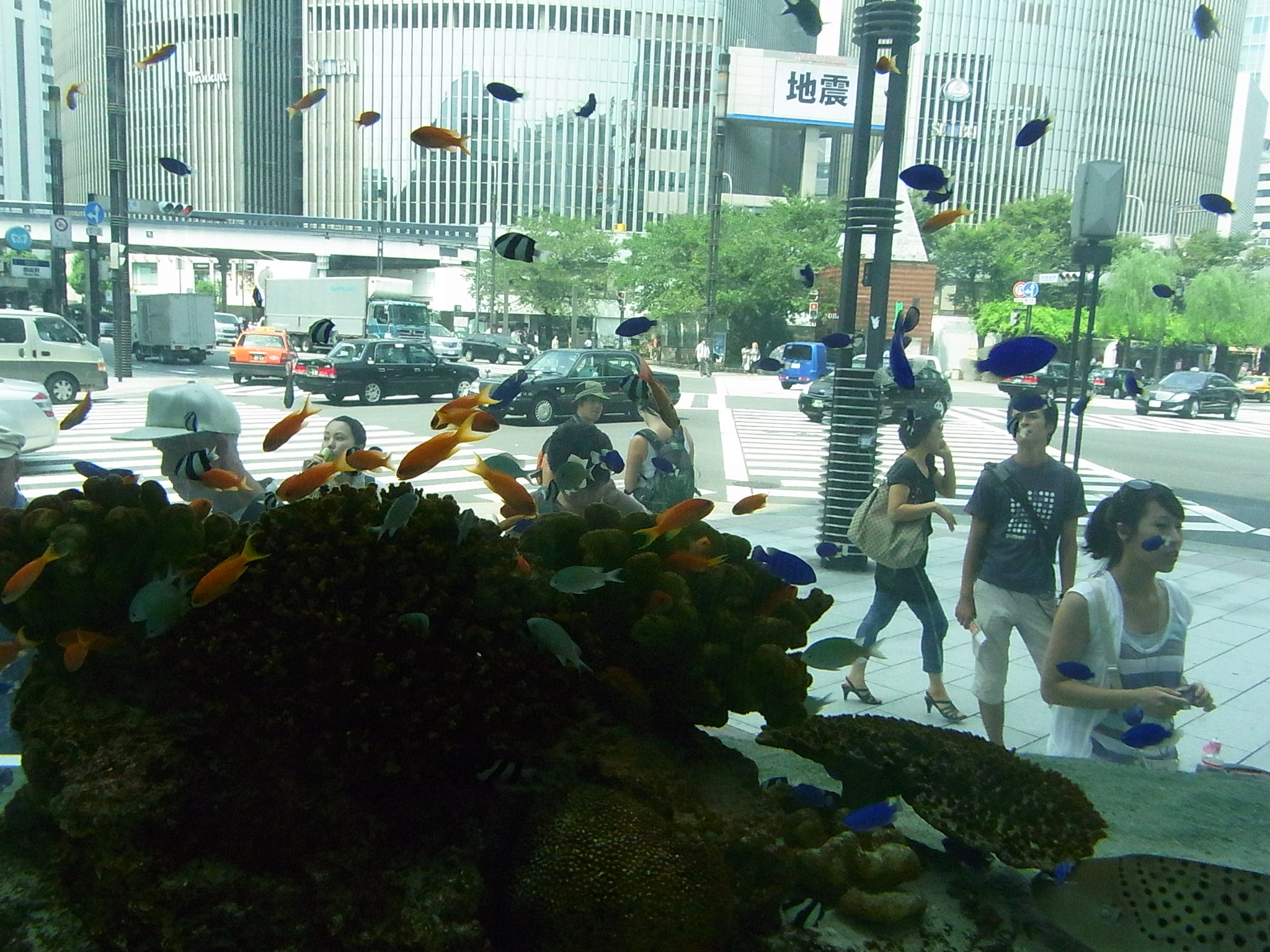
1楼陈列室（照片摄于2010年8月27日）
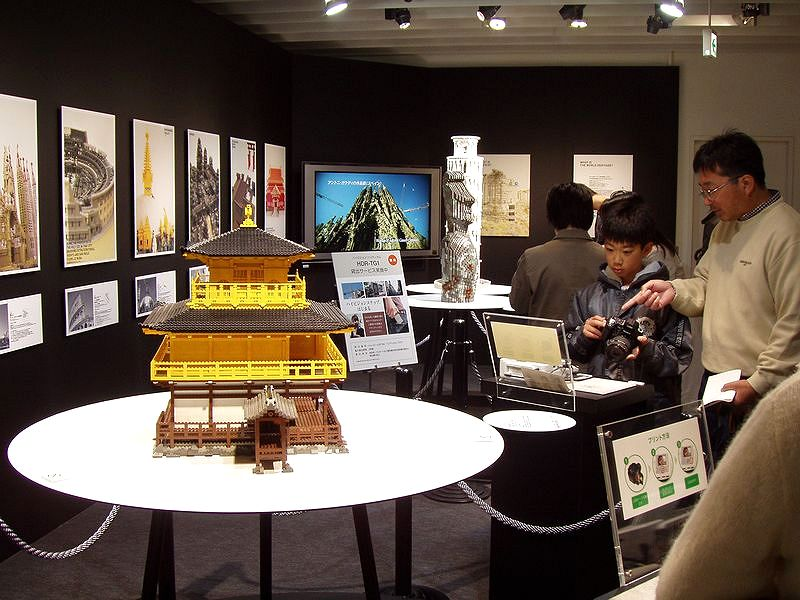
索尼大楼内（2008年5月11日拍摄）
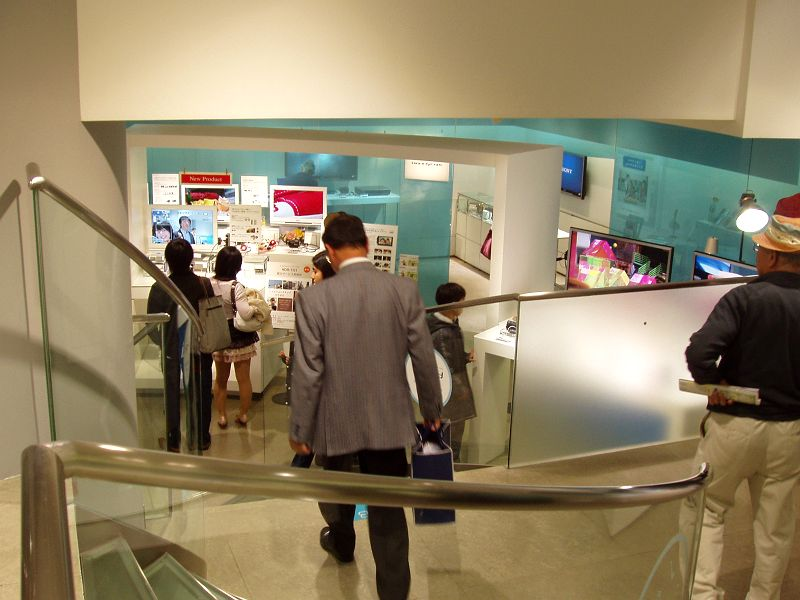
索尼大楼内（2008年5月11日拍摄）
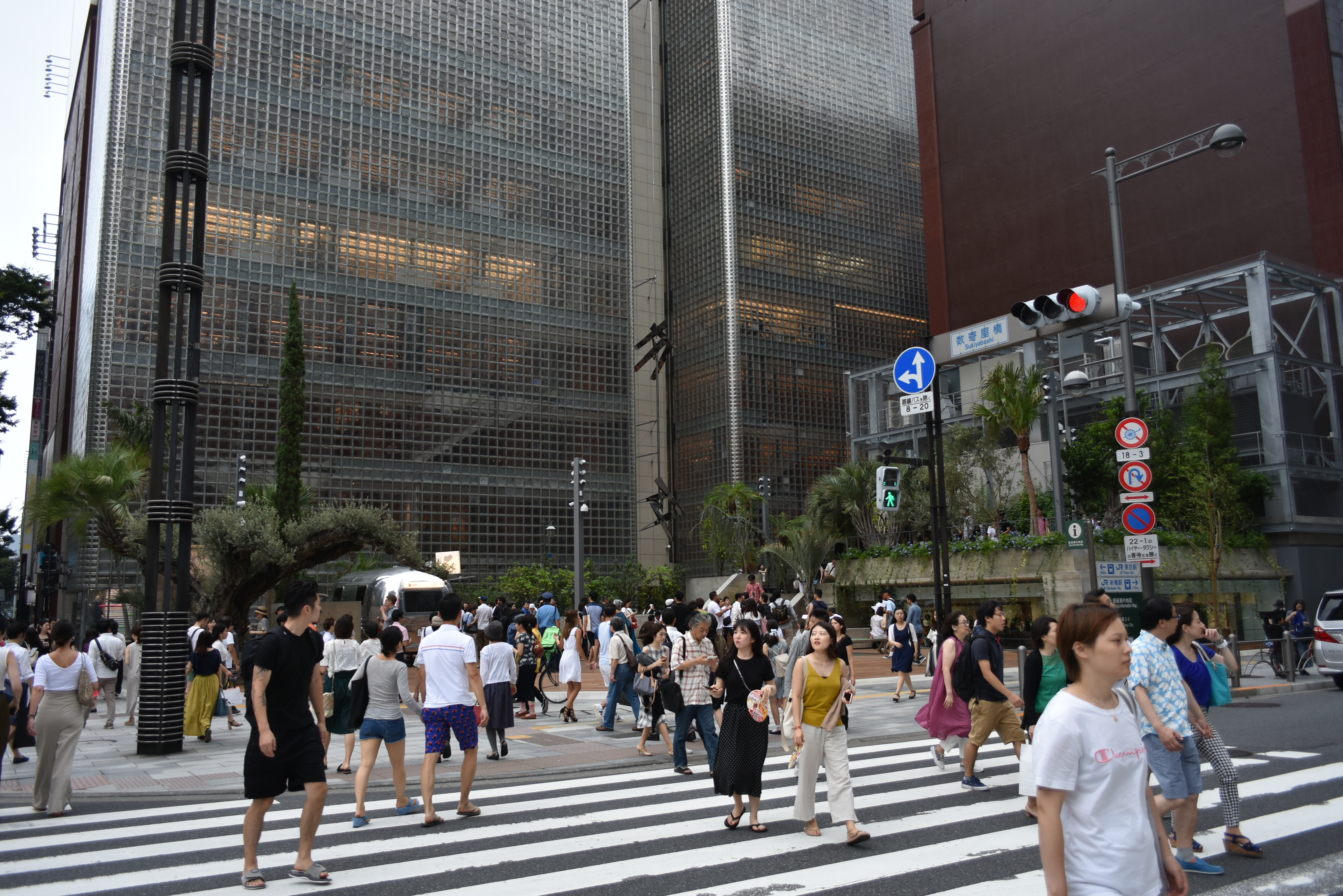
银座索尼公园（照片摄于2018年8月12日
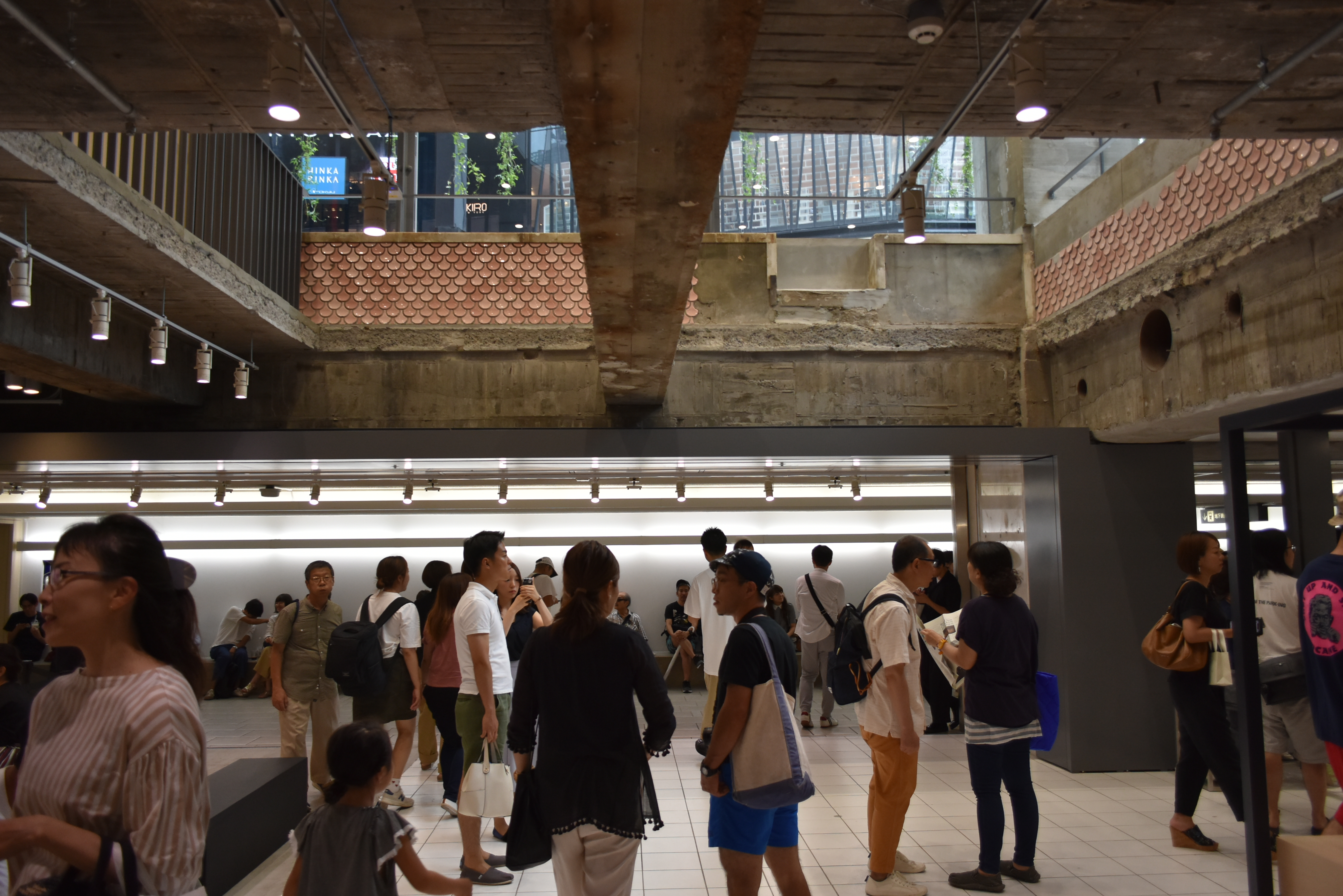
银座索尼公园（照片摄于2018年8月12日）